# August Stange
August Stange (... – 1918) è stato un militare tedesco, comandante del I Corpo ottomano durante la prima guerra mondiale.
Ufficiale prussiano di artiglieria, arrivato in Turchia come parte della missione militare tedesca presso lo stato maggiore ottomano comandata dal generale Liman von Sanders, il capitano August Stange ottenne il comando dell'8º reggimento di fanteria. Promosso in seguito maggiore e poi tenente colonnello, dopo l'entrata nella prima guerra mondiale dell'Impero Ottomano, Stange fu posto al comando dei reparti di artiglieria della fortezza di Erzurum, quartier generale della Terza Armata Ottomana.
In previsione della offensiva invernale del dicembre 1914, il maggiore Stange ricevette il comando del reparto noto come Stange Bey (altrimenti detto I Corpo Ottomano, secondo le fonti occidentali). La Stange Bey era formata dall'8º reggimento di fanteria, due batterie di artiglieria e dal battaglione che aveva il compito di difendere il confine presso il fiume Çoruh. Questo distaccamento partecipò con compiti diversivi all'offensiva invernale di Ismail Enver del dicembre 1914, attaccando i russi sul settore settentrionale del fronte del Caucaso, dove conquistò la città di Ardahan.
Stange, dopo essere ritornato in patria, scrisse un rapporto sul genocidio armeno del 1915.
August Stange morì nel 1918 sul fronte occidentale, durante un attacco alleato con gas.